# NGC 2184
NGC 2184 (Mini-Hyaden) ist ein Asterismus im Sternbild Orion.
Das Objekt wurde am 19. Februar 1830 vom britischen Astronomen John Herschel entdeckt.